# بیژن جناب
بیژن جناب (متولد ۱۴ دی ماه ۱۳۳۰ ) طراح گرافیک ایرانی است.

## زندگی
در یک خانواده ارتشی و هنر دوست در تهران متولد شد،پدرش رضاجناب از افسران بنام و وطن پرست ارتش بود،مادرش پروین دخت بنی‌صدر همسری وارسته با دنیایی از مهر و محبت بود. دوران کودکی را همراه با مادربزرگ فرانسوی‌ خود که در حوزه موسیقی فعال بودند و مشوق در نقاشی سپری کرد و زیر نظر معلم نقاشی استاد چنگیز شهوق آموزش دیده و در رشته ریاضی به دبیرستان البرز راه یافت و با موفقیت آن را به پایان رساند، با انتخاب رشته  گرافیک به دانشگاه تهران رفت و در دانشکده هنرهای زیبا تا مقطع لیسانس زیر نظر استادانی چون ممیز، احصایی و شباهنگی پیش رفت، انتخاب رشته ریاضی در دوران دبیرستان رویکرد متفاوتی در هنر را برای او رقم زد و آثار ارائه شده اش در دانشگاه مورد توجه استادان قرار می‌گرفت که از جمله آنها می‌توان به تصویرسازی های اشعار مولانا در مقطع رساله پایان نامه نیز اشاره کرد که منجر به آشنایی او با استادان ویژه ای از جمله همائی و شرکت در جلسات تفسیر مولانا گردید، با کسب معدل بالا و اخذ بورسیه‌ تحصیلی کشور آمریکا درهای جدید افق کسب علم و تجربه به رویش گشوده شد.
قبل از سفر به آمریکا با خانم شهره لهبی، متولد شهر شیراز ازدواج کرد. ایشان در تمامی دوران تحصیلی و کارهای هنری، مشوقی حامی و یکی از افراد تاثیرگذار در موفقیت بیژن جناب بوده، همسری اجتماعی، مهربان و با محبوبیتی اخلاق محور. حاصل این ازدواج دو دختر شایسته به نام های جوانه و طلایه است که هر دو در دانشگاه آمریکایی دوبی تحصیل و فارغ التحصیل شدند، جوانه در بیزنس و طلایه در طراحی گرافیک انتخاب رشته کرده و در کشور امارات مشغول به کار و در زمینه شغلی نیز بسیار موفق می‌باشند.
بازگشتش از آمریکا همزمان شد با تدریس در دانشگاه تا که اولین دوره تصویرسازی در مقطع فوق لیسانس دانشگاه تهران را به او سپردند، در سال ۱۳۶۵ دفتر طراحی جناب با حمایت مشتریان بزرگ و اعتماد آنها تأسیس و باعث تأثیر گذاری آثار او در اکثر صنایع و رویدادهای فرهنگی گردید، به جرأت می‌توان گفت بیژن جناب با به کارگیری ابزارهای به روز آن دوران نظیر ایربراش و اولین نسل‌های کامپیوترهای مبتنی بر اپل بدعتی تازه در امر طراحی گرافیک دیجیتال را با رویکردی فناوری محور  در کشور بنا نهاده است.

## دفتر طراحی جناب
بیژن جناب طراح و ایده پرداز در ایجاد، توسعه و خالق آثار معروفی در حوزه طراحی گرافیک است و در این زمینه از پیشگامان، هدف او همیشه یکسان بوده، فرصت سازی با ارائه تصویری مطلوب از هر شرکت، نهاد، سازمان یا فرد به مخاطبان مورد نظر ایشان از دغدغه‌های اوست که معمولا هم با راه حل هایی بدیع، این مهم را بدرستی هدایت نموده‌است. چون دنیای تجارت هرگز به این اندازه در امروز رقابتی نبوده، لذا استفاده از طراحی گرافیک پیشرفته و خلاقیت یکی از مهمترین راه حل‌ها و ابزاری نیرومند در فروش و برندینگ یک سازمان در برآوردن ظرفیت های مطلوب و اهداف ایشان است، در همین نقطه است که استودیوی طراحی او آماده است تا محصولات و خدمات مشتری را به سطح معتبر تری به ارتقا برساند، این استودیو زیر نظر مستقیم این هنرمند مشهور، با تسلط، حساس و خلاق بر هنر گرافیک، سفارشاتی مطابق با مشخصات دقیق بریف مشتری را تولید کرده‌است. بیژن جناب با توجه به یک نگرش مهم( دقت توام با سرعت )، تیم قابل توجه و نیرومندی را در استودیوی خود جمع‌آوری کرده‌است، با شناخت نیاز و حفظ سرمایه مشتری برای خلق آثار هنری که باید موثرترین آرت ورک ها را برای مخاطبان به آفرینش برساند، متخصصین دفتر طراحی جناب از آخرین فناوری و فنون روز دنیا استفاده می‌کنند و با مدیریت خستگی ناپذیر او این مجموعه کامل می گردد و یک اثر در بالاترین استاندارد و کلاس جهانی برای مشتریان فراهم می گردد. یک سرویس طراحی کامل از طریق استفاده از ابزارهای مختلف و  انواع رسانه ها برای ساخت یک گرافیک عالی و متناسب با منافع مشتری ارائه خواهدشد و با توجهی ویژه در انتخاب رویکرد اثرگذار برای سازمان ها، شرکت ها، دفاتر خصوصی یا افراد که دنبال عملکردی با کیفیتی بالا مد نظر آنهاست  مورد توجه اوست تا با  پیامی نافذ به مخاطبان ایشان منتقل گردد.از شناخته‌شده‌ترین آثار این استودیو می توان به لوگو تایپ ایران خودرو اشاره کرد که در سال ۱۳۷۳ طراحی کرده است. همچنین وی طراح آرامگاه محمدرضا شجریان است.
بیژن جناب در دانشگاه های تهران، دانشگاه الزهرا، دانشگاه آزاد اسلامی و دانشگاه صدا و سیما مشغول تدریس است.

## تالیفات
1. عنوان کتاب و نام پديدآور	:	‏‫طراحی بسته‌بندی‮‬/‏‫بیژن جناب‮‬ / مشخصات نشر	:	‏‫تهران‮‬: ‏‫فاطمی‮‬، ‏‫۱۴۰۰.‮‬ / شابک	:	‏‫‏‫‬‮‭978-622-7564-28-0

## کتاب ها
1. برگزیده آثار نقاشی احمد وثوق احمدی شابک ‎۹۶۴−۵۵۲۰−۷۲-X     انتشارات نگار
2. مروارید ایران اصفهان  شابک ‎۹۶۴−۳۰۶−۳۹۷−۶      انتشارات یساولی
3. برگزیده آثار نقاشی حجت شکیبا  شابک ‎۹۷۸−۶۰۰−۵۰۹۱−۶۶−۳       انتشارات نگار
4. برگزیده آثار نقاشی استاد محمود فرشچیان  شابک ‎۹۷۸−۶۰۰−۵۰۹۱−۲۰−۵       انتشارات نگار
5. محمدرضا آتشزاد  شابک ‎۹۶۴−۵۵۲۰−۳۵−۵     انتشارات نگار
6. منتخب آثار شیرین اتحادیه  شابک ‎۹۷۸−۹۶۴−۷۷۲۹−۷۴−۱   نشر مهریز
7. برگزیده آثار علی اکبر صادقی ۱۳۵۶ تا ۱۳۷۶  شابک ‎۹۶۴−۹۱۴۰۳−۱-X     انتشارات هنر ایرانیان
8. پرویز تناولی مجسمه ساز نویسنده و کلکسیونر  شابک ‎۹۶۴−۹۱۴۰۳−۴−۴     انتشارات هنر ایرانیان
9. مجموعه عکس های عباس کیارستمی شابک ‎۹۶۴−۹۱۴۰۳−۶−۰     انتشارات هنر ایرانیان
10. چهار نگاه تصاویری از ایران  شابک ‎۹۶۴−۹۱۴۰۳−۷−۹      انتشارات هنر ایرانیان
11. برگزیده آثار پروانه اعتمادی ۱۳۴۵ اله ۱۳۷۷  شابک ‎۹۶۴−۹۱۴۰۳−۲−۸    انتشارات هنر ایرانیان
12. از تهران تا تهران. انتشارات یساولی;  شابک ‎۹۷۸−۹۶۴−۳۰۶−۳۹۶−۲
13. برگزیده آثار آیدین آغداشلو ۱۳۳۸ الی ۱۳۹۱  برگزیده نگارستان انتشارات نگار شابک ‎۹۷۸−۶۰۰−۵۰۹۱−۳۶−۶.
14. از کالیفرنیا تا ابیانه. یساولی. شابک ‎۹۶۴۳۰۶۲۶۱۹
15. ایران ایرانیان   شابک ‎۹۷۸−۶۰۰−۰۴−۵۶۶۳−۴ کتاب عکاسی
16. نگار جاویدان  زندگی و آثار استاد محمود فرشچیان,    شابک ‎۹۷۸−۶۰۰−۴۰۰−۰۱۷−۸    فرهنگ سرای میردشتی
17. آران و بیدگل نگین کویر مرکزی ایران  شابک ‎۹۷۸−۹۶۴−۶۱۱۱−۲۲−۶  انتشارات مرنجاب
18. شیرین اتحادیه طرح های روی کاغذ سال های ۱۳۹۹ - ۱۳۵۹    شابک ‎۹۷۸-۹۶۴-۳۲۱-۵۳۲-۳    نشر فرزان روز

## روی جلد
1. طراحی مجموعه جلد کتاب سیمای آبرنگ ایران
2. طراحی روی جلد کتاب ایران (نیکول فریدنی)
3. طراحی روی جلد کتاب می و مینا سیری در زندگی حکیم عمر خیام نیشابوری
4. طراحی روی جلد یادنامه کمال الملک
5. طراحی روی جلد سید ابوالقاسم انجوی شیرازی
6. طراحی روی جلد جشن نامه دکتر سیمین دانشور
7. طراحی روی جلد علامه محمد قزوینی
8. طراحی روی جلد سیری در زندگی و آثار مولانا جلال الدین رومی
9. طراحی روی جلد کارنامه زرین کوب
10. طراحی روی جلد به نرمی باران جشن نامه فریدون‌مشیری
11. طراحی روی جلد زندگی و اندیشه زرتشت